# 貝亞維斯塔區 (哈恩省)

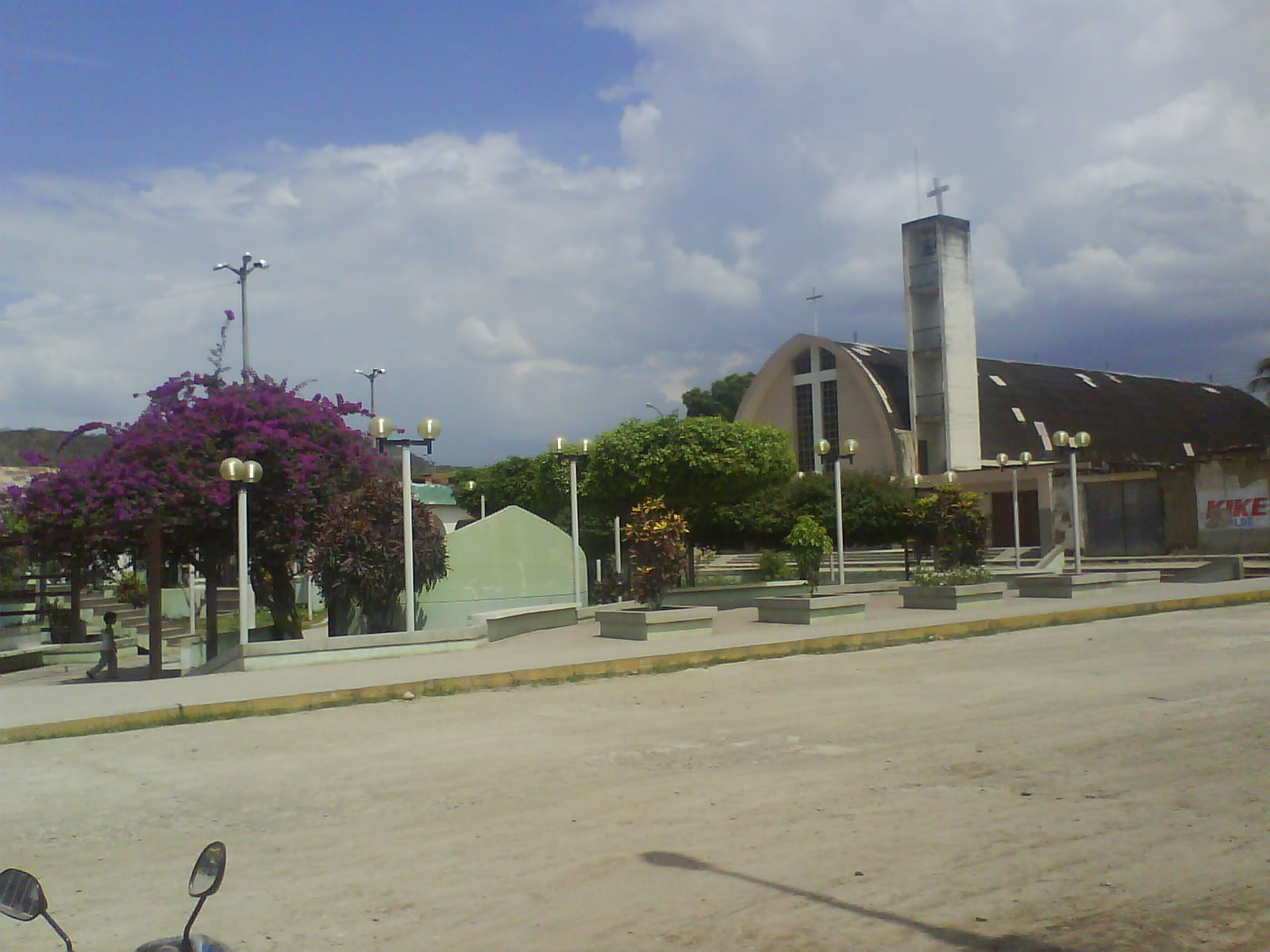

5°39′47″S 78°40′45″W / 5.6631°S 78.6792°W
貝亞維斯塔區（西班牙語：Distrito de Bellavista），是秘魯的一個區，位於該國北部卡哈馬卡大區的哈恩省，始建於1857年1月2日，面積870.6平方公里，海拔高度421米，2005年人口17,428，人口密度每平方公里20人。